# Mahasweta Devi

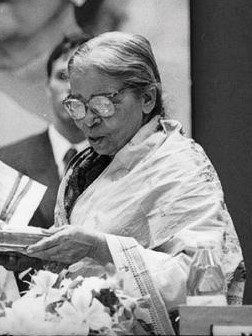
Mahasweta Devi, 2000

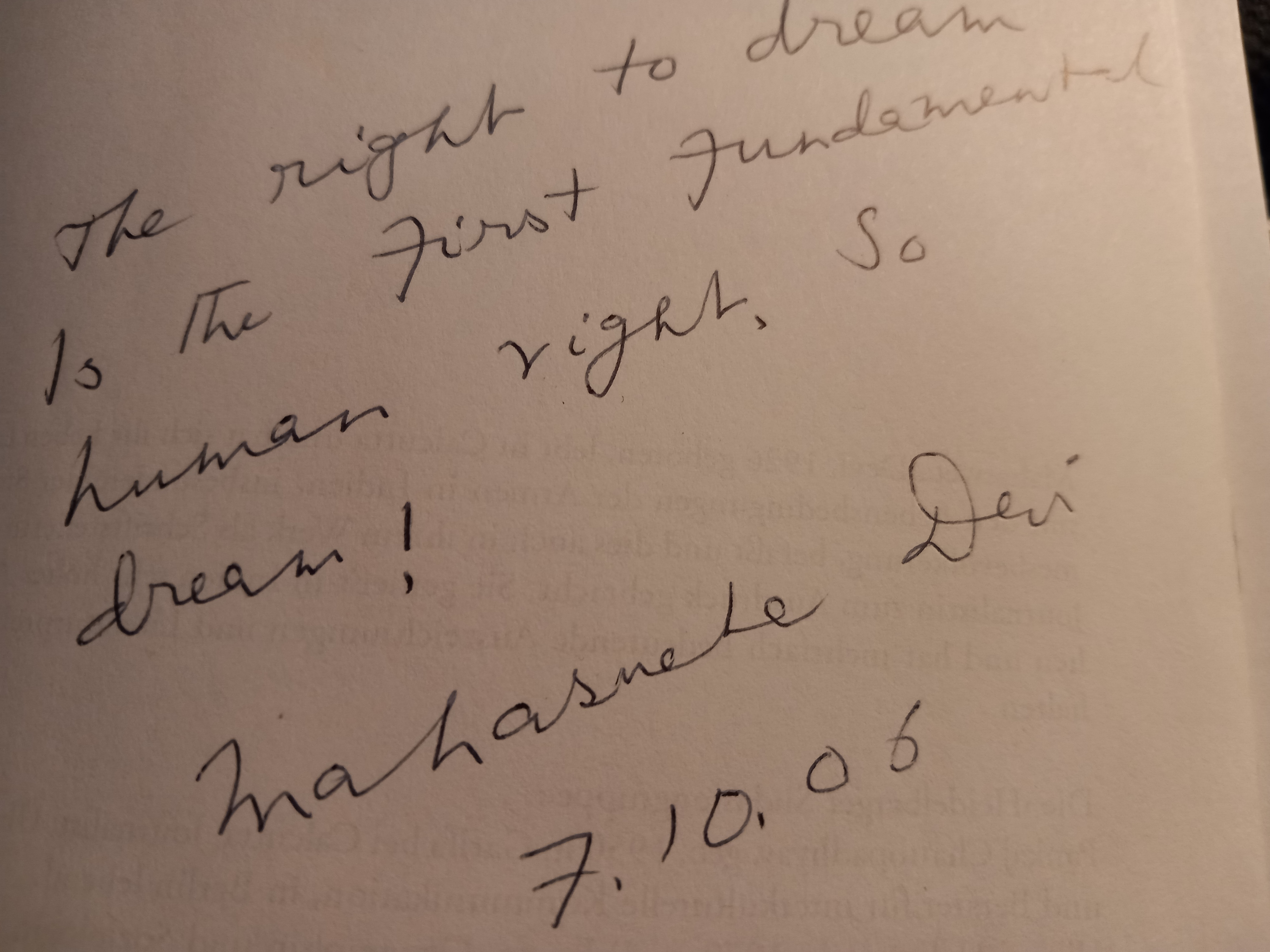
Autograph von Mahasweta Devi – Frankfurter Buchmesse 7. Oktober 2006

Mahasweta Devi (bengalisch মহাশ্বেতা দেবীⓘ Mahāśbetā Debī; * 14. Januar 1926 in Dhaka; † 28. Juli 2016 in Kolkata) war eine indische Schriftstellerin. Ihre Werke, die sich häufig mit sozial benachteiligten Bevölkerungsgruppen in Indien beschäftigen, wurden in zahlreiche Sprachen übersetzt und mit mehreren Preisen ausgezeichnet. Sie galt als die bedeutendste in bengalischer Sprache schreibende zeitgenössische Autorin.

## Leben
Mahasweta Devi wurde 1926 als erstes von neun Kindern in Dhaka (Präsidentschaft Bengalen, heute Bangladesch) geboren. Ihr Vater war der Schriftsteller und Dichter Manish Ghatak (1902–1979), ihre Mutter, Dharitri Devi (1908–1984), war ebenfalls Schriftstellerin und Mitbetreiberin einer Armenschule. Beide gehörten einer intellektuellen Avantgarde an, die sich gegen die britischen Kolonialherren engagierte. Ihr Onkel Ritwik Ghatak (1925–1976) war ein bekannter Filmregisseur.
Devis Vater arbeitete als Einkommenssteuerbeamter, wodurch es zu häufigen Wohnortwechseln kam und sie verschiedene Distrikte Bengalens kennenlernte. Nach dem Besuch einer Missionsschule in Medinipur wechselte sie 1936 auf eine von Rabindranath Thakur gegründete, alternative Schule in Shantiniketan. Der Literatur-Nobelpreisträger unterrichtete Devis Klasse zeitweise in Bengalisch und war mit ihrem Vater befreundet. In den 1940er Jahren lebte Devi in Kolkata, wo sie das Asutosh College besuchte und als Mitglied der Girl Students’ Association of the Communist Party of India bei der Hungernothilfe aushalf. Laut eigenen Angaben prägte sie dieses Erlebnis.
1944 kehrte Devi nach Shantiniketan zurück, wo sie ihre Studien zwei Jahre später mit dem Bachelor of Arts abschloss. Ebenfalls im Jahr 1946 ging sie ihre erste Ehe mit Bijon Bhattacharya ein, einem einflussreichen bengalischen Dramaturgen und Mitbegründer der Indian People’s Theatre Association (IPTA). Nach der Abspaltung Ostbengalens von Indien im Jahr 1947 zogen sie nach Westbengalen, wo Devi auch ihre Schulbildung abschloss. Aus der Beziehung stammte ihr Sohn Nabarun Bhattacharya (1948–2014), der ebenfalls ein bekannter Schriftsteller war. Aufgrund von Bhattacharyas Mitgliedschaft in der Kommunistischen Partei folgten Sanktionen gegen das Ehepaar. Sie verdienten sich ihren Lebensunterhalt mit Gelegenheitsarbeiten, nachdem Devi 1950 ihre Arbeitsstelle beim Post- und Fernmeldeministerium als angebliche Kommunistin verloren hatte.
1963 (anderen Angaben zufolge 1961) ließ sich Devi von ihrem Ehemann scheiden und erlangte wenig später den Master of Arts in Anglistik an der University of Calcutta. Nach ihrem Abschluss arbeitete sie als Journalistin und Lehrerin. Ihr erstes Buch Jhansir Rani, ein historischer Roman über den Widerstand gegen die Kolonialmacht im 19. Jahrhundert, erschien 1956. 1964 nahm sie einen Lehrauftrag am Bijaygar Jyotish Roy College an, den sie über 20 Jahre ausübte. Ab 1982 ließ sie sich von ihrer Stelle als Anglistikdozentin beurlauben, um längere Zeit auf den Dörfern herumzureisen und Material für ihre Erzählungen zu sammeln. Von 1982 bis 1984 war sie Mitarbeiterin der Zeitung Yugantar (dt. „Neue Epoche“).
Zeit ihres Lebens war Devi politisch stark engagiert und setzte sich für benachteiligte Minderheiten in Indien ein. Sie ist mit zahlreichen Organisationen verbunden, darunter Pashchim Banga Kheriya Shabar Kalyan Samiti (dt. „Westbengalen-Kheriya-Shabert-Wohlfahrtsorganisation“) und die Denotified and nomadic Tribes Right Action Group (DNT-RAG). Erstere führt Standardentwicklungsprojekte unter den Kheriya Shabards durch, einer im westbengalischen Distrikt Purulia ansässigen ethnischen Gruppe, deren Produkte in Kolkata verkauft werden. Die DNT-RAG wurde 1998 gegründet und setzt sich für die Rechte der sogenannten „Denotified Tribes“ ein.
Mahasweta Devi lebte zuletzt in Kolkata.

## Werk
Devi schrieb überwiegend Kurzgeschichten und Romane, daneben aber auch Essays, Dramen und Kinderbücher. Ihr umfangreiches Werk umfasst über hundert Veröffentlichungen und ist fast ausschließlich in bengalischer Sprache verfasst. Die Themen sind häufig politischer Natur. Zu Anfang ihrer Laufbahn beschäftigte sie sich intensiv mit der indischen Kolonialgeschichte, später wechselte der Schwerpunkt zur indigenen Bevölkerung Indiens, etwa den Adivasi, die außerhalb des Kastensystems stehen und sozial stark benachteiligt sind. Devis Prosa handelt häufig von einfachen und ungebildeten Menschen und ist berühmt für drastische und schonungslose Schilderungen. Sie platzierte ihre Figuren in einem bestimmten historischen und sozioökonomischen Kontext, wodurch ihre Schicksale stellvertretend für das Schicksal der Angehörigen ihrer jeweiligen Gruppe gelesen werden können. Ferner belebte sie alte Mythen mit neuem Kontext wieder beziehungsweise kreiert neue Mythen, indem sie den „oralen Traditionen“ folgte. Bei der Beschreibung höherer Gesellschaftsschichten bediente sie sich häufig satirischer Mittel.
Ihre Werke stehen in dem Ruf, sehr genau recherchiert zu sein, obwohl sie sich bei historischen Romanen den mündlichen Überlieferungen der indigenen Bevölkerung bediente. Als „literarische Dokumentaristin“ betitelt sind ihre Geschichte keine reinen fiktiven Beschreibungen, sondern basieren auf „Fakten“, weswegen sie auch als „politische Ethnologin“, „teilnehmende Beobachterin“ bezeichnet wird, während ihre Arbeit als „Leidenschaftliche ethnologische Arbeit“ rezipiert wird.
Seit den fünfziger Jahren betätigte sie sich auch als investigative Journalistin. Darüber hinaus war sie Herausgeberin einer Zeitschrift. Für Devi waren Literatur und politisches Engagement untrennbar miteinander verbunden. Regelmäßig nahm sie auch in ihrer Literatur einen moralisierenden Standpunkt ein, wofür sie von Rezensenten teilweise kritisiert wurde. Ihre literarische Texte gelten als schwierig zu übersetzen, da sie viele lokale Dialekte des Bengalischen beinhalten, für deren Feinheiten in anderen Sprachen Entsprechungen gefunden werden müssen.
Seit Ende der 1990er Jahre stand ihre soziale und politische Arbeit im Vordergrund. Als Schriftstellerin widmete sie sich seitdem überwiegend der Veröffentlichung von autobiographischen Essays über ihre Kindheitserinnerungen in Dhaka und ihre Jugend in Shantiniketan.

## Rezeption
Da Devi ausschließlich in bengalischer Sprache schrieb, wurde das internationale Publikum erst relativ spät auf sie aufmerksam. 1995 veröffentlichte die amerikanische Literaturwissenschaftlerin Gayatri Chakravorty Spivak englische Übersetzungen dreier ihrer Erzählungen, die erstmals ein größeres Echo außerhalb ihres Heimatlandes hervorriefen. In der Folgezeit wurde ein Großteil ihres Werks ins Englische übersetzt. Eine deutsche Übersetzung eines ihrer Romane erschien erstmals 2000. In Deutschland wird sie bislang ausschließlich von kleineren Verlagen in Übersetzungen der Heidelberger Südasiengruppe publiziert und ist weniger bekannt als im englischsprachigen Raum. Im Jahr 2006 hielt sie allerdings eine vielbeachtete Rede zur Eröffnung der Frankfurter Buchmesse, auf der Indien Gastland war.
Devis Werk wird häufig von einem postkolonialen Standpunkt her rezipiert und als literarische Fortsetzung ihres Aktivismus und ihrer journalistischen Arbeit gelesen. Ein Fokus vieler Interpreten liegt auf dem Verhältnis von modernen Staats- und Wirtschaftsstrukturen zu benachteiligten Bevölkerungsgruppen, die in diesem Umfeld keine eigene Stimme haben und darum als geschichtslos wahrgenommen werden. Gayatri Chakravorty Spivak, die Devi im angelsächsischen Raum bekannt machte, sieht in ihrem Werk eine kritische Auseinandersetzung mit der Dekolonialisierung, bei der durch die Emanzipation wirtschaftlich starker Gruppen von den ehemaligen Kolonialmächten andere Gruppen weiter unterdrückt und benachteiligt werden. Aus ihrer Sicht ist das Verhältnis von Zivilisation und Kultur ein zentraler Konflikt von Devis Werk. Auch Geschlechterverhältnisse spielten für sie eine entscheidende Rolle. Teilweise wurde Devi dafür kritisiert, politische Probleme allzu stark in ihre Literatur einfließen zu lassen; ihrem Werk wurde eine zu große Nähe zu postkolonialen literaturwissenschaftlichen Theorien vorgeworfen, die auf Kosten des traditionellen poetischen Prosastils der bengalischen Literatur gehe. Andererseits wurden gerade dieser Bruch mit Traditionen und die Drastischkeit ihrer Sprache auch als Angriff auf bestehende Machtstrukturen wahrgenommen.
Mahasweta Devi wurde mit zahlreichen Preisen ausgezeichnet, darunter dem Jnanpith Award (1996), dem Ramon Magsaysay Award (1997) und dem Padma Vibhushan (2006). Die Preisgelder spendete sie für soziale Zwecke. Vier ihrer Erzählungen wurden bislang in Indien verfilmt: Sangharsh (1968) von Harnam Singh Rawail, Rudaali (1993) von Kalpana Lajmi, Hazaar Chaurasi Ki Maa (1998) von Govind Nihalani und Maati Maay (2006) von Chitra Palekar.

## Bibliografie (Auswahl)

### In deutscher Übersetzung
- Pterodactylus (2000, bengalisches Original 1989)[12] (Terodyaktil, puransahay o pirtha)
- Daulati (2002, bengalisches Original 1985).
- Mutter von 1084 (2003, bengalisches Original 1975).
- Aufstand im Munda-Land (2005).
- Übers. Hans-Martin Kunz: Das Mädchen Warum-Warum, eine Geschichte. Illustr. Kanyika Kini. Draupadi, Heidelberg 2006, ISBN 978-3-937603-04-9; wieder 2012, ISBN 978-3-937603-74-2 (The Why-Why Girl)
- Übers. Barbara DasGupta: Das Brahmanenmädchen und der Sohn des Bootsmanns. Draupadi, Heidelberg 2013

### In englischer Übersetzung
- The Occupation of the Forest (1977)
- Womb of Fire (1978)
- Choti Munda and His Arrow (1980)
- Imaginary Maps (1995)
- Breast Stories. Übers., Einl. Gayatri Chakravorty Spivak. Seagull Books, Kalkutta 1997
- Rudali – From Fiction to Performance (1997)
- Our Non-Veg Cow (1998)
- The Book of the Hunter (2002)
- Outcast (2002)

## Belege
1. ↑  Kolkata: Eminent writer Mahasweta Devi passes away at 91
2. 1 2  Amit Chaudhuri (Hrsg.): The Vintage Book of Modern Indian Literature. New York, Vintage 2004, S. 122
3. 1 2  Biogramm in Kindlers Literatur Lexikon, Metzler, Stuttgart 2009, ISBN 978-3-476-04019-0
4. ↑  vgl. Hans-Martin Kunz: Mahasweta Devi. Indische Schriftstellerin und Menschenrechtlerin. Draupadi, Heidelberg 2006, ISBN 3-937603-02-6 hier S. 16f.
5. 1 2 3  Monika Carbe: Verknüpfung von Fakten und Fiktion (Memento vom 4. August 2010 im Internet Archive), gesehen am 16. Oktober 2009
6. 1 2  Ausführliche Biografie zur Verleihung des Ramon Magsaysay Awards, engl. (Memento vom 26. März 2010 im Internet Archive), gesehen am 16. November 2019
7. ↑  Kunz, S. 21
8. ↑  Kunz, S. 23f.
9. 1 2  vgl. Kunz, S. 19
10. ↑  vgl. Kunz, S. 23
11. ↑  Gayatri Chakravorty Spivak: Afterword. In: dies. und Mahasweta Devi Hgg.: Imaginary Maps. Routledge, New York 1995, S. 197ff.
12. ↑  ausführliche Inhaltsangabe

| Personendaten    | Personendaten                                                                                 |
| ---------------- | --------------------------------------------------------------------------------------------- |
| NAME             | Devi, Mahasweta                                                                               |
| ALTERNATIVNAMEN  | Devi, Mahashweta; দেবী, মহাশ্বেতা (bengalisch); Debī, Mahāśbetā (wissenschaftliche Transliteration) |
| KURZBESCHREIBUNG | indische Schriftstellerin                                                                     |
| GEBURTSDATUM     | 14. Januar 1926                                                                               |
| GEBURTSORT       | Dhaka                                                                                         |
| STERBEDATUM      | 28. Juli 2016                                                                                 |
| STERBEORT        | Kolkata                                                                                       |